# Citrus polyandra
Citrus polyandra är en vinruteväxtart som beskrevs av Tyôzaburô Tanaka. Citrus polyandra ingår i släktet citrusar, och familjen vinruteväxter. Inga underarter finns listade i Catalogue of Life.